# MuseumsQuartier

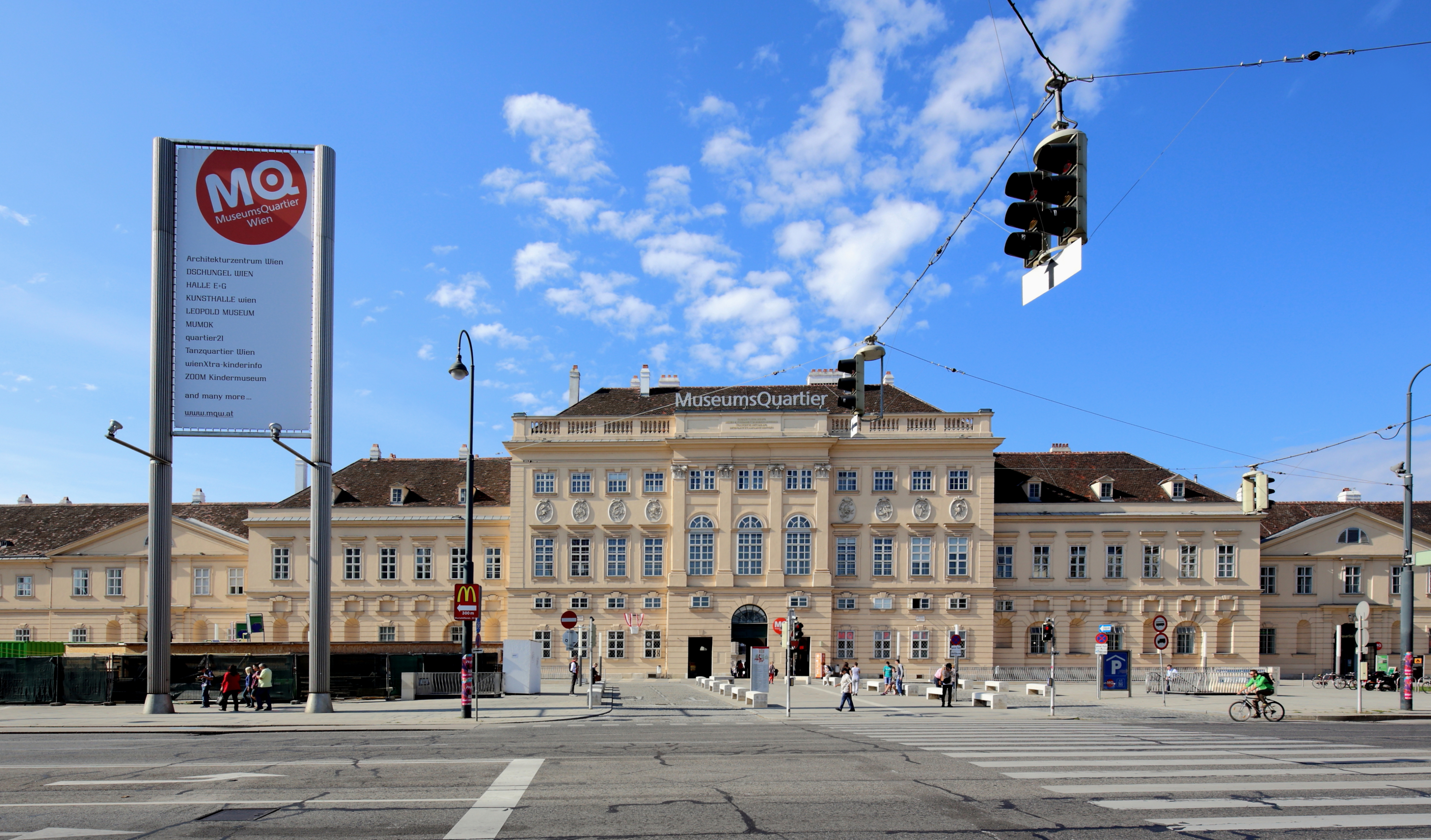
MuseumsQuartier

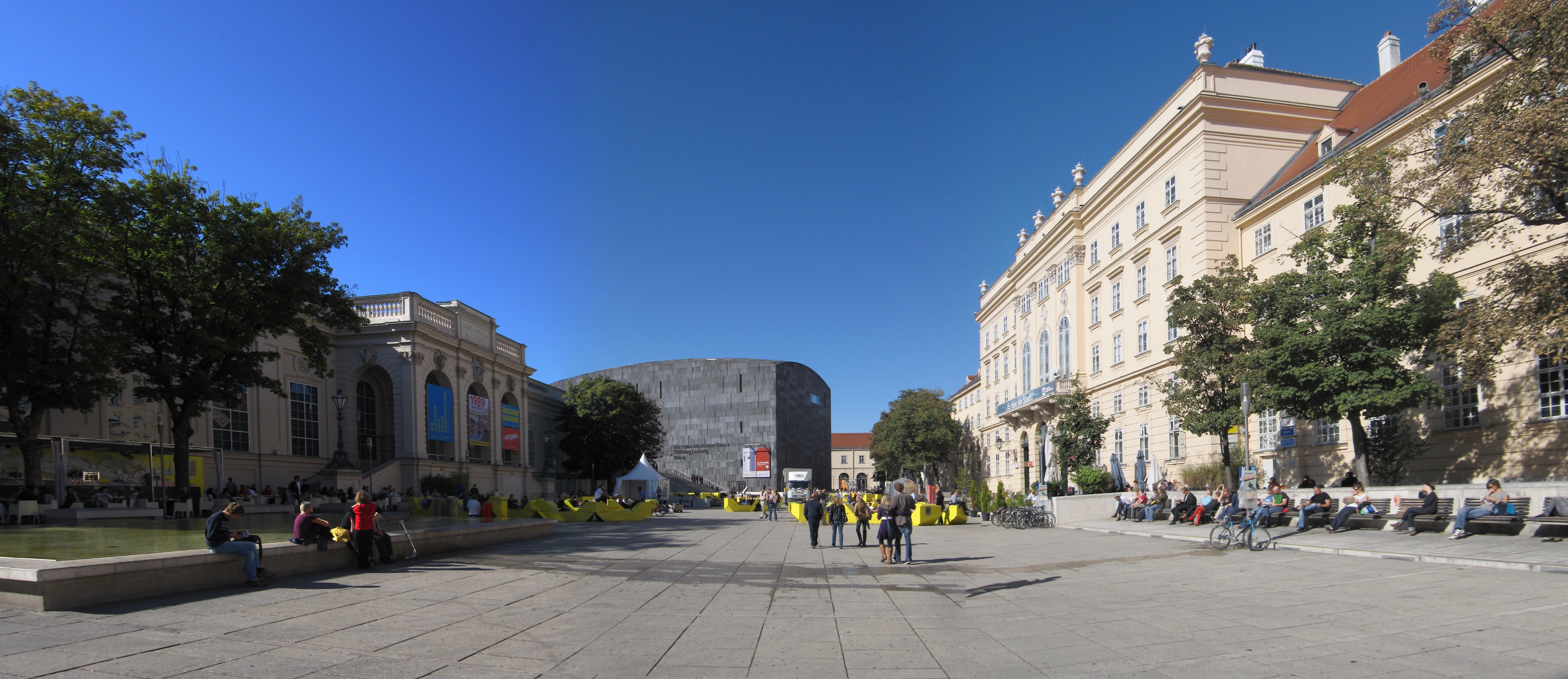
MuseumsQuartiers innergård

MuseumsQuartier, förkortat MQ, är en 60 000 m² stor areal i Wiens stadsdel Neubau nära stadens centrum. Utbudet sträcker sig från bild- och scenkonst, arkitektur, musik, mode, teater, dans, litteratur, barnkultur, till digital kultur. I april 1998 påbörjades byggandet av MQ, som kunde öppna tre år senare i september 2001.
I flera byggnader finns olika museer, institutioner och initiativ. De tre största museerna är MUMOK (Museum Moderner Kunst), Leopold Museum och Kunsthalle Wien. För de allra yngsta finns barnmuseet ZOOM Kindermuseums. Vidare används arealen för olika återkommande evenemang som litteraturfestivalen O-Töne eller konserter inom ramen för Jazz Fest Wien.